# The Beatshakers
The Beatshakers (The Beat Shakers) je srpska muzička grupa osnovana 2007. godine u Beogradu. Nju čine dva člana: Ivan Gojković i Nenad Kosovac. Samo osnivanje vezano je za početak emitovanja radio emisije The Beatshakers Radio Show na Top FM radiju.

## Karijera
Krajem 2008. godine, grupa se okuplja u studiju kod producenta Borisa Krstajića i počinju da rade svoj prvi singl. U januaru 2009. godine, izdaju pesmu "Ma Cherie" za izdavačku kuću Multimedia Records. Pesmu je otpevao frontmen grupe So Sabi, Raul Alberto Diaz, a spot je režirao Milorad Milenković. "Ma Cherie" postaje jedan od najtraženijih hitova na radiju u Srbiji i regionu, a tokom 2009. godine dobija i remiks od grčkog DJ-a Pantelisa.
Početkom 2010. godine, The Beatshakers izdaju svoj drugi singl "Prisoner", u kojem im gostuje pevačica Sonja Bakić. Spot za ovu pesmu sniman je u Hrvatskoj, glavnu ulogu je imala popularna hrvatska voditeljka Nikolina Pišek, a režiju je potpisao Vanja Vascarac. Premijera je bila na MTV Adria. U 2010. godini, emisija The Beatshakers Radio Show proširuje se na radio stanice širom Srbije i regiona. Tokom iste godine, The Beatshakers započinju saradnju sa švajcarskim DJ-om Antoine-om na engleskoj verziji "Ma Chérie". 
2011. godine izlazi njihov treći singl "U inat prošlosti" u saradnji sa Aleksandrom Radović. Spot za ovu pesmu koji je potpisao Luka Jovanović, postaje veoma popularan, a pesma se iz godine u godinu pojavljuje na raznim pevačkim takmičenjima. Pesma je izdata i na engleskom jeziku pod nazivom "Who's gonna stop me now". Iste godine The Beatshakers su učestvovali u projektu Astralna projekcija zvuka, inovativnom elektro događaju za to vreme. Po prvi put u Srbiji nastup jedne grupe se iz jednog grada (Sombora) prenosio internetom, u isto vreme, na preko 30 događaja u raznim gradovima. Krajem 2011. godine izdata je nova verzija Ma Chérie i to DJ Antoine vs Mad Mark 2k12 Edit. Ova verzija je ušla na evropske top liste i osvojila je brojne nagrade širom Evrope.
2012. godine usledio je poziv grupe Van Gog. The Beatshakers ulaze sa njima u studio i najvećem hitu te grupe "Neko te ima noćas" daju novi klupski zvuk. 
U 2013. godini, izdanja uključuju singlove "Dođi da ti pokažem", "Maja", na kojem im gostuje Maja Marković, i "To the dancefloor" sa švajcarskom zvezdom MC Roby Robom. Njihov nastup na Exit festivalu 2013. godine bio je značajan, s obzirom na to da su nastupali neposredno pre DJ-a David Guette. Snimak ovog nastupa emitovan je na javnom medijskom servisu RTSu, a ljubitelji elektronske muzike mogli su da ga gledaju putem svetske platforme BeAtTv. Iste godine za američko tržište izlazi verzija pesme "Ma Cherie" na kojoj gostuje svetski superstar Pitbull.
Početkom 2014. godine, The Beatshakers prebacuju svoju radio emisiju na Gradski radio u Beogradu. Te godine, izdaju singl "I'll be there for you", a tokom leta nastupaju na Ultra Europe festivalu.
U 2015. godini, izdaju hit "Došla sam da dam" u saradnji sa Sajsi MC. U 2016. godini dolazi do rimejka pesme "Đuskaj" koju izvodi Boban Petrović. Godinu dana kasnije, The Beatshakers izdaju singl "I Feel Alive", a nakon perioda pandemije, saradnja sa producentom Pesstom donosi singl "Take It Easy".

## Diskografija
| Singlovi |                                                |
| Godina   | Naziv singla                                   |
| 2009     | Ma Cherie (feat. Alberto)                      |
| 2010     | Prisoner (feat. Sonja Bakić)                   |
| 2010     | Ma Cherie (DJ Antoine)                         |
| 2011     | U inat prošlosti (& Aleksandra Radović)        |
| 2011     | Who's gonna stop me now (& Aleksandra Radović) |
| 2012     | Neko te ima noćas (vs. Van Gog)                |
| 2013     | Dođi da ti pokažem (& Vila Filozofina)         |
| 2013     | To the dance floor (Ruby Rob)                  |
| 2013     | Maja (feat. Maja Marković & Alberto)           |
| 2014     | I'll be there for you (feat. Bak Sheesh)       |
| 2015     | Došla sam da dam (feat. Sajsi MC)              |
| 2016     | Djuskaj (& Boban Petrović)                     |
| 2017     | I feel alive                                   |
| 2021     | Take it easy (& Pessto)                        |

## Nagrade
| Država | Nagrada     | Broj prodatih singlova |
| --- | ----------- | ---------------------- |
| Nemačka (BVMI) | 5× Zlatna   | 750,000‡               |
| Italy (FIMI) | 3× Platinum | 90,000*                |
| Švajcarska (IFPI Switzerland) | 4× Platinum | 120,000^               |
| Streaming |             |                        |
| Danska (IFPI Danmark) | Zlatna      | 900,000†               |
| * Sales figures based on certification alone. ^ Shipments figures based on certification alone. ‡ Sales+streaming figures based on certification alone. † Streaming-only figures based on certification alone. |             |                        |